# Comuna Nușfalău, Sălaj
Nușfalău (în maghiară: Szilágynagyfalu) este o comună în județul Sălaj, Transilvania, România, formată din satele Bilghez și Nușfalău (reședința).
Comuna a fost atestată documentar pentru prima dată în 1213, cu denumirea de villa Nog.

## Demografie
Componența etnică a comunei Nușfalău
     Maghiari (63,36%)
     Romi (19,25%)
     Români (13,84%)
     Alte etnii (0,64%)
     Necunoscută (2,92%)
Componența confesională a comunei Nușfalău
     Reformați (54,53%)
     Baptiști (16,17%)
     Ortodocși (14,61%)
     Creștini după evanghelie (5,22%)
     Adventiști (2,09%)
     Romano-catolici (1,54%)
     Alte religii (2,68%)
     Necunoscută (3,15%)
Conform recensământului efectuat în 2021, populația comunei Nușfalău se ridică la 3.772 de locuitori, în creștere față de recensământul anterior din 2011, când fuseseră înregistrați 3.600 de locuitori. Majoritatea locuitorilor sunt maghiari (63,36%), cu minorități de romi (19,25%) și români (13,84%), iar pentru 2,92% nu se cunoaște apartenența etnică. Din punct de vedere confesional, majoritatea locuitorilor sunt reformați (54,53%), cu minorități de baptiști (16,17%), ortodocși (14,61%), creștini după evanghelie (5,22%), adventiști (2,09%) și romano-catolici (1,54%), iar pentru 3,15% nu se cunoaște apartenența confesională.

## Politică și administrație
Comuna Nușfalău este administrată de un primar și un consiliu local compus din 13 consilieri. Primarul, Radu Mate[*],  politician independent, este în funcție din 2008. Începând cu alegerile locale din 2024, consiliul local are următoarea componență pe partide politice:
|  | Partid                                     | Consilieri | Componența Consiliului | Componența Consiliului | Componența Consiliului | Componența Consiliului | Componența Consiliului | Componența Consiliului | Componența Consiliului |
|  | ------------------------------------------ | ---------- | ---------------------- | ---------------------- | ---------------------- | ---------------------- | ---------------------- | ---------------------- | ---------------------- |
|  | Uniunea Democrată Maghiară din România     | 7          |                        |                        |                        |                        |                        |                        |                        |
|  | Forța Civică Maghiară - Magyar Polgári Erő | 3          |                        |                        |                        |                        |                        |                        |                        |
|  | Partidul Social Democrat                   | 1          |                        |                        |                        |                        |                        |                        |                        |
|  | Partida Romilor „Pro Europa”               | 1          |                        |                        |                        |                        |                        |                        |                        |
|  | Partidul Național Liberal                  | 1          |                        |                        |                        |                        |                        |                        |                        |

## Atracții turistice
- Biserica reformată din satul Nușfalău, construcție 1450-1480, monument istoric [9]
- Castelul Banffy din Nușfalău, construcție secolul al XVIII-lea, monument istoric [9]
- Conacul familiei Banffy , situat în apropierea castelului [9]
- Parcul castelului "Banffy" din Nușfalău
- Necropola tumulară din Nușfalău (evul mediu)
- Așezarea medievală de la Nușfalău
- Placa de pe peretele Școlii Gimnaziale, care simbolizează aniversarea a 400 de ani de învățământ în localitate[10]
- Bustul lui Arany Janos, așezat în parcul din apropierea Bisericii Ortodoxe [11]
- Rezervația naturală "Pădurea Lapiș", care are o suprafață de 430,40 ha, fiind cea mai întinsă arie protejată din județul Sălaj [11]
- Placă comemorativă dedicată împlinirii a 800 de ani de la prima atestare documentară a localității, amplasată în curtea primăriei [11]